# Cantone di Le Vigan
Il Cantone di Le Vigan è una divisione amministrativa dell'arrondissement di Le Vigan.
A seguito della riforma approvata con decreto del 24 febbraio 2014, che ha avuto attuazione dopo le elezioni dipartimentali del 2015, è passato da 13 a 46 comuni.

## Composizione
I 13 comuni facenti parte prima della riforma del 2014 erano:
- Arphy
- Arre
- Aulas
- Avèze
- Bez-et-Esparon
- Bréau-et-Salagosse
- Mandagout
- Mars
- Molières-Cavaillac
- Montdardier
- Pommiers
- Rogues
- Le Vigan

Dal 2015 i comuni appartenenti al cantone sono i seguenti 46:
- Alzon
- Arphy
- Arre
- Arrigas
- Aulas
- Aumessas
- Avèze
- Bez-et-Esparon
- Blandas
- Bréau-et-Salagosse
- La Cadière-et-Cambo
- Campestre-et-Luc
- Causse-Bégon
- Conqueyrac
- Dourbies
- L'Estréchure
- Lanuéjols
- Lasalle
- Mandagout
- Mars
- Molières-Cavaillac
- Montdardier
- Notre-Dame-de-la-Rouvière
- Peyrolles
- Les Plantiers
- Pommiers
- Pompignan
- Revens
- Rogues
- Roquedur
- Saint-André-de-Majencoules
- Saint-André-de-Valborgne
- Saint-Bresson
- Saint-Hippolyte-du-Fort
- Saint-Julien-de-la-Nef
- Saint-Laurent-le-Minier
- Saint-Martial
- Saint-Roman-de-Codières
- Saint-Sauveur-Camprieu
- Saumane
- Soudorgues
- Sumène
- Trèves
- Valleraugue
- Le Vigan
- Vissec